# Microsoft Office 2010
Microsoft Office 2010 (nome in codice Office 14, non si chiama Office 13, per via della triscaidecafobia) è una versione del software di produttività personale Microsoft Office per Microsoft Windows, e il successore di Microsoft Office 2007. La pubblicazione definitiva è avvenuta il 12 maggio 2010 per le aziende e il 15 giugno 2010 per gli utenti privati.
Il supporto a Microsoft Office 2010 è cessato il 13 ottobre 2020.

## Novità
Microsoft Office ha fatto molto parlare di sé: sin dal gennaio, infatti, sono trapelati online i primi screenshot che rappresentavano una prima rudimentale idea circa l'approccio di programmazione della nuova versione della nota suite di produttività Microsoft.
Dal punto di vista grafico, la suite implementa in tutti i programmi l'interfaccia ribbon già presente in Office 2007 in alcuni applicativi. Microsoft OneNote è stato modificato per consentire la modifica dei documenti anche online.
La nuova versione è orientata verso il web. I programmi inclusi (in particolare Microsoft Word) offrono la possibilità di integrare alcune funzionalità di siti web 2.0 all'interno dei programmi. Inoltre Microsoft ha realizzato anche una versione web-based della suite di produttività, che esordisce con l'uscita di Office 2010.
Microsoft Office 2010 è inoltre la prima versione di Office ad essere rilasciata a 64 bit, garantendo così migliori prestazioni sulle versioni a 64 bit di Microsoft Windows.
Microsoft Office 2010 inoltre supporta il formato OpenDocument Format (O) diventato standard ISO/IEC 26300:2006 nel maggio 2006, il quale permette la compatibilità con diverse suite Office presenti sul mercato, a differenza del formato standard Microsoft che è compatibile solo con Microsoft Office.

## Lotta alla pirateria
Microsoft ha deciso di proteggere Office dalla pirateria informatica applicando, da questa versione in poi, il supporto nativo della tecnologia Software Protection Platform (SPP), già presente in Windows Vista, che protegge il software da eventuali manomissioni non autorizzate al sistema di attivazione.
Nonostante gli sforzi di Microsoft, i pirati informatici sono comunque riusciti ad attivare la versione RTM di Microsoft Office Professional Plus 2010 mettendola in circolazione nei vari canali P2P.

## Release
- Technical preview: luglio (Una versione del programma non autorizzata da Microsoft è iniziata a circolare su BitTorrent nel mese di maggio 2009.[11] Microsoft comunque permette il download, previa accettazione della richiesta, di Microsoft Office 2010 da Microsoft Connect.)
- Beta 1: pubblicazione 19 novembre 2009.
- RC: una versione quasi definitiva è iniziata a circolare su BitTorrent, chiamata anche RTM-Escrow.
- RTM: è di fatto la versione finale, ed è finita sui canali BitTorrent a metà aprile 2010, prima in inglese e pochi giorni dopo anche in italiano.
- La versione finale è stata ufficialmente presentata il 13 maggio 2010.

## Service Pack
| Nome           | Data di distribuzione | Pagina                                                                | Pagina                                                                  |
| -------------- | --------------------- | --------------------------------------------------------------------- | ----------------------------------------------------------------------- |
| Nome           | Data di distribuzione | 32 bit                                                                | 64 bit                                                                  |
| Service Pack 1 | 28 giugno 2011        | download link diretto Archiviato il 4 marzo 2016 in Internet Archive. | download link diretto Archiviato il 13 maggio 2016 in Internet Archive. |
| Service Pack 2 | 16 luglio 2013        | download link diretto                                                 | download link diretto                                                   |

## Edizioni
| Suite                                          | (prodotto singolo) | Starter                   | Office Online | Personal                  | Home and Student | Home and Business | Standard                              | Professional Professional Academic University | Professional Plus                     |
| ---------------------------------------------- | ------------------ | ------------------------- | ------------- | ------------------------- | ---------------- | ----------------- | ------------------------------------- | --------------------------------------------- | ------------------------------------- |
| Schema di concessione in licenza               | (variabile)        | OEM                       | Gratuita      | Al dettaglio e OEM        | Al dettaglio     | Al dettaglio      | Al dettaglio e contratto multilicenza | Universitaria e al dettaglio                  | Al dettaglio e contratto multilicenza |
| Word                                           | Sì                 | Edizione Starter          | Di base       | Sì                        | Sì               | Sì                | Sì                                    | Sì                                            | Sì                                    |
| Excel                                          | Sì                 | Edizione Starter          | Di base       | Sì                        | Sì               | Sì                | Sì                                    | Sì                                            | Sì                                    |
| PowerPoint                                     | Sì                 | Visualizzatore (separato) | Di base       | Visualizzatore (separato) | Sì               | Sì                | Sì                                    | Sì                                            | Sì                                    |
| OneNote                                        | Sì                 | No                        | Di base       | No                        | Sì               | Sì                | Sì                                    | Sì                                            | Sì                                    |
| Outlook                                        | Sì                 | No                        | No            | Sì                        | No               | Sì                | Sì                                    | Sì                                            | Sì                                    |
| Publisher                                      | Sì                 | No                        | No            | No                        | No               | No                | Sì                                    | Sì                                            | Sì                                    |
| Access                                         | Sì                 | No                        | No            | No                        | No               | No                | No                                    | Sì                                            | Sì                                    |
| InfoPath                                       | Sì                 | No                        | No            | No                        | No               | No                | No                                    | No                                            | Sì                                    |
| SharePoint Workspace                           | Sì                 | No                        | No            | No                        | No               | No                | No                                    | No                                            | Sì                                    |
| SharePoint Designer                            | Sì                 | No                        | No            | No                        | No               | No                | No                                    | No                                            | No                                    |
| Project                                        | Sì                 | No                        | No            | No                        | No               | No                | No                                    | No                                            | No                                    |
| Visio                                          | Sì                 | Visualizzatore (separato) | No            | Visualizzatore            | Visualizzatore   | Visualizzatore    | Visualizzatore (separato)             | Visualizzatore                                | Visualizzatore                        |
| Lync                                           | Sì                 | No                        | No            | No                        | No               | No                | No                                    | No                                            | Solo canale multilicenza              |
| Strumento di personalizzazione di Office (OCT) | No                 | No                        | No            | No                        | No               | No                | Solo canale multilicenza              | No                                            | Solo canale multilicenza              |

1. ↑  Il prodotto Office Personal venduto al dettaglio nella confezione è per un uso non commerciale e può essere installato su due dispositivi: un PC primario e un dispositivo portatile come un computer portatile; la versione OEM di Office Personal può essere usata solo su un computer. Office Personal è disponibile solo in Giappone.
2. ↑  Il prodotto Office Home e Student venduto al dettaglio nella confezione può essere installato su tre PC nella stessa famiglia ed è per un uso non commerciale; la versione di Office Home and Student con Product Key card può essere usata solo su un computer. Office Home and Student non è disponibile in Giappone.
3. 1 2  Le SKU confezionate delle edizioni Home and Business o Professional del prodotto possono essere installate su due dispositivi: un PC primario e un dispositivo portatile come un computer portatile:  Domande frequenti relative a Office 2010, su office.microsoft.com, Microsoft. URL consultato il 30 aprile 2013 (archiviato dall'url originale il 30 aprile 2013).
«Se si acquista una licenza Retail per Office Home and Business 2010 o Office Professional 2010, secondo quanto stabilito nelle condizioni di tale licenza, è possibile installare, attivare e utilizzare Office Home and Business 2010 o Office Professional 2010 nel proprio computer desktop principale e nel proprio computer portatile. La licenza viene concessa esclusivamente per l'utilizzo da parte dell'utente.»
4. ↑  Office Professional Academic è stato sostituito da Office University.
5. 1 2  La versione venduta al dettaglio è offerta solo tramite MSDN o TechNet: (EN) Ed Bott, Microsoft releases Office 2010, SharePoint 2010 to TechNet, MSDN, su blogs.zdnet.com, ZDNet, 22 aprile 2010. URL consultato il 30 aprile 2013 (archiviato il 25 aprile 2010).
«Currently, two downloads are available at each site: 32-bit (x86) and 64-bit (x64) versions of the Professional Plus Retail e(.MSP) file and replaces the Custom Installation Wizard and Custom Deployment Wizard included in 2003 and earlier versions of the Office Resource Kit which created a Windows Installer Transform (.MST).»
6. ↑  Lo Strumento di personalizzazione di Office viene usato per personalizzare l'installazione di Office creando un file Windows Installer Patch (.MSP) e sostituisce Custom Installation Wizard e Custom Deployment Wizard inclusi nelle versioni 2003 e precedenti dell'Office Resource Kit che creava un Windows Installer Transform (.MST). Lo Strumento di personalizzazione di Office è incluso solo nelle edizioni con contratto multilicenza: (EN) Office Customization Tool in Office 2010, su technet.microsoft.com, Microsoft TechNet, 16 maggio 2012. URL consultato il 1º maggio 2013 (archiviato il 20 ottobre 2012).
«The OCT is available only with volume licensed versions of Office 2010 and the 2007 Office system. To determine whether an Office 2010 installation is a volume licensed version, check the Office 2010 installation disk to see whether it contains a folder named Admin. If the Admin folder exists, the disk is a volume license edition.»